# Bertiny lázně
Bertiny lázně jsou třeboňský lázeňský dům, později areál, jehož historie sahá do 80. let 19. století. V současnosti spadají pod	městskou společnost Slatinné lázně Třeboň s. r. o., která je provozuje a spravuje společně s později vzniklým areálem lázní Aurora.

## Historie

### Éra Rakouska-Uherska

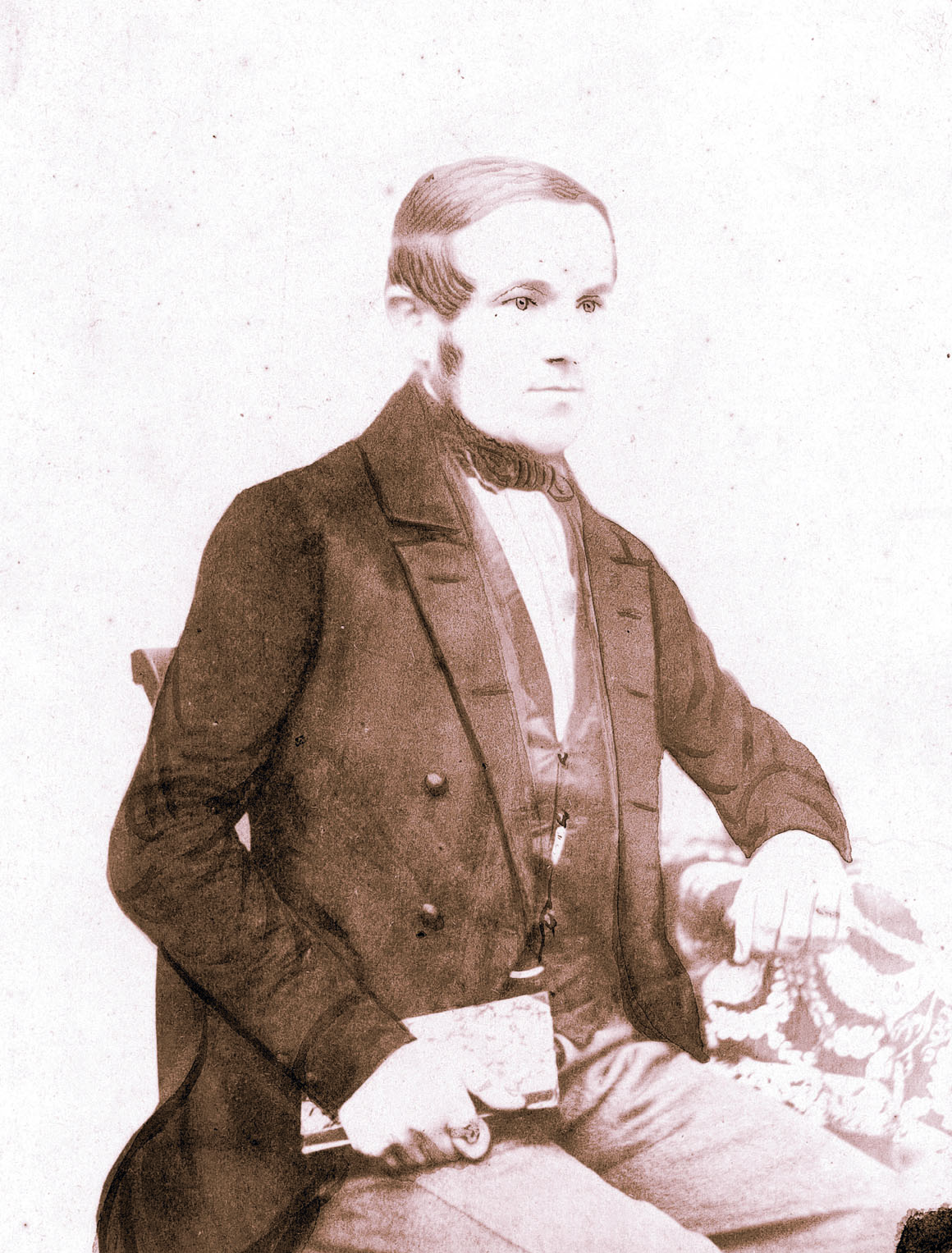
Václav Hucek

Až do vzniku Bertiných lázní se v Třeboni rašelina nevyužívala v lázeňství. Existovaly zde pouze očistné lázně (první písemná zmínka z roku 1666) a lázně na Zlaté stoce zřízené roku 1861 schwarzenberským správcem Václavem Horákem. Historie lázeňství v kontextu léčebných slatinných koupelí se tak váže k osobě Václava Hucka, učitele a kronikáře pocházejícího z Vodňanska. Hucek, který po přesunu do Třeboně projevil výjimečné organizační i podnikatelské schopnosti (založil řadu spolků, organizoval společenský život ve městě, provozoval hostinec), se po návštěvě západočeských lázní v roce 1875 rozhodl poblíž Zlaté stoky postavit rašelinné lázně. Původně navrhla průčelí budovy v novorenezančním stylu jeho dcera Berta Hucková (předčasně zesnulá) a rozvržení místností (1881) Karel Kühnel. Po započetí stavby (základní kámen byl položen 4. října 1881) ale plány přepracoval městský stavitel Ludvík Martínek (jaro 1882); využit nebyl ani původní Bertin návrh průčelí. Stavbu realizoval stavitel Josef Záruba, dokončena byla na podzim 1882, 27. října proběhla kolaudace, 21. prosince následovalo vysvěcení děkanem Františkem Touškem. Lázeňský dům byl vybaven 16 pokoji, zázemím (kuchyně, prádelna, besídka) a lázeňským zařízením (kotelna, pět koupelových kabin - z toho jedna pro slatinné koupele). Ke slavnostnímu otevření došlo 19. května 1883. Václav Hucek podnik pojmenoval Bertiny slatinné lázně v Třeboni (podle své dcery Berty Huckové), služby fungovaly sezónně (v roce 1901 od poloviny května) a v tisku vyzdvihoval vysoký obsah železa ve slatině „kteráž dle analyse vykonané obsahuje ještě více železa než lázně Františkovy a Mariánské“. V prvních 26 letech fungování navštěvovalo lázně v průměru kolem 70 pacientů ročně, nejvíce na přelomu století (kolem stovky ročně). V lázních ordinoval MUDr. Jan Rožďál  (Q109658752). Post zastával do roku 1903, kdy předčasně zemřel. Po roce 1904 začal počet pacientů klesat až na 20 ročně. Václav Hucek provozoval lázeňský dům do roku 1909, kdy jej převedl na neteř Rozalii Vlčkovou.

### Období 2. světové války

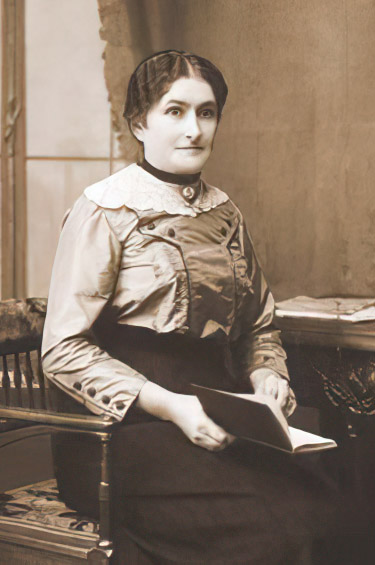
Rozálie Vlčková

Ze soukromého vlastnictví Rozalie Vlčkové se do majetku Třeboně Bertiny lázně dostaly zásluhou Františka Adama, který byl podobně jako Hucek a Rožďál činný v místních spolcích a Sokolu. Roku 1938 byl zvolen starostou a krátce po začátku druhé světové války prosadil odkoupení lázeňského domu městem, k čemuž došlo 3. března 1939. Lázně pod vedením tehdy 67leté Vlčkové již nedosahovaly úředně vyžadovaných hygienických standardů (chybělo připojení k vodovodu, kanalizaci, areál byl zanedbaný a pokoje pro hosty nevyužívané). Město proto rozhodlo o celkové rekonstrukci, přestavbě a dostavbě, která měla nejen zavést městský vodovod, kanalizaci, ústřední topení a část budov opravit, ale rovněž vzniklo druhé patro a zcela nevyhovující budovy nahradily nové. Původní rozpočet 195 355 korun byl následně navýšen na 700 000 korun a poté ještě o polovinu. Vzniklo i mechanické zařízení pro zpracování rašeliny, mísení s vodou a ohřev směsi. Ta byla rozváděna potrubím přímo do van. Ubytovací kapacita stoupla na 46 lůžek. K otevření opravených lázní došlo 30. června 1940. Ze zanedbatného objektu, který již fungoval především jako očistné lázně (jejichž provoz byl pro město po půl století existence nepostradatelný), se podařilo vytvořit zařízení s charakterem léčebného ústavu. Do lázní se po dlouhém období vrátil i lékař, zprvu to byl plukovník MUDr. František Baxa (bratr pražského primátora Karla Baxy) se zkušenostmi a klientelou z Trenčianských Teplic. Počínaje sezónou 1942 jej nahradil místní praktik MUDr. Karel Arnošt. Konce této sezóny se nedožil starosta František Adam, který byl po atentátu na Reinharda Heydricha německými okupanty popraven.

### Předrevoluční doba
Krátce po válce došlo k mírnému rozšíření služeb. V roce 1947 již byla k dispozici uhličitá koupel, jehličnatá přírodní koupel, parní skříň a masáže (celkové, poloviční, částečné). 1. dubna 1952 nastoupil do Bertiných lázní jako primář MUDr. Jiří Kubička (praxi v lázeňství získal již v době studií, kdy pracoval jako vedoucí fyzioterapeut dětského oddělení léčebných lázní Elektrických podniků v Praze 7 a s revmatologií měl čtyři a půl roku zkušeností z Bulovky, kde působil na oddělení prof. dr. Karla Přerovského). 1. ledna 1954 byl povýšen na ředitele a později (k 1. lednu 1957) se do jeho gesce dostaly též lázně ve Vráži a v Bechyni. Kubička ve dvou vlnách třeboňský provoz od základů zrekonstruoval, rozšířil a pod jeho vedením se z lázeňského domu okresního významu stalo celostátně uznávané revmatologické pracoviště. V letech 1958–1959 došlo na adaptaci hlavní budovy, během níž byla včleněna do nového komplexu. Výrazně se rozšířily ubytovací kapacity a doplnilo moderní vybavení. 1. března 1960 díky tomu Třeboň získala statut lázeňského města. Druhá vlna, dokončená v roce 1964, dala vzniknout nové centrální budově spojující lázeňské objekty v jeden celek. Vznikly tím i nové léčebné prostory. Ubytovací kapacita stoupla na 130 lůžek. Rozšířilo se oddělení slatinných procedur, elektroléčby i vodoléčby, vznikla tělocvična s léčebným a rehabilitačním vybavením a krytý vytápěný bazén. Zatímco v roce 1959 bylo pacientům poskytnuto 17 610 ošetřovacích dnů, v roce 1965 to bylo již 43 680. Za zásluhy na obnově a rozšíření lázní byl Kubičkovi roku 1967 udělen titul Zasloužilý lékař. Již od počátku 60. let se připravoval plán nového sanatoria, pozdějších lázní Aurora. 11. listopadu 1967 vložil Jiří Kubička zakládací listinu do jejich základního kamene. Zahájení jejich provozu v listopadu 1975 se ale Kubička na postu ředitele lázní nedočkal, v lednu 1972 byl z politických důvodů odsunut na post sekundáře do lázní ve Vráži.

## Éra za samostatné České republiky

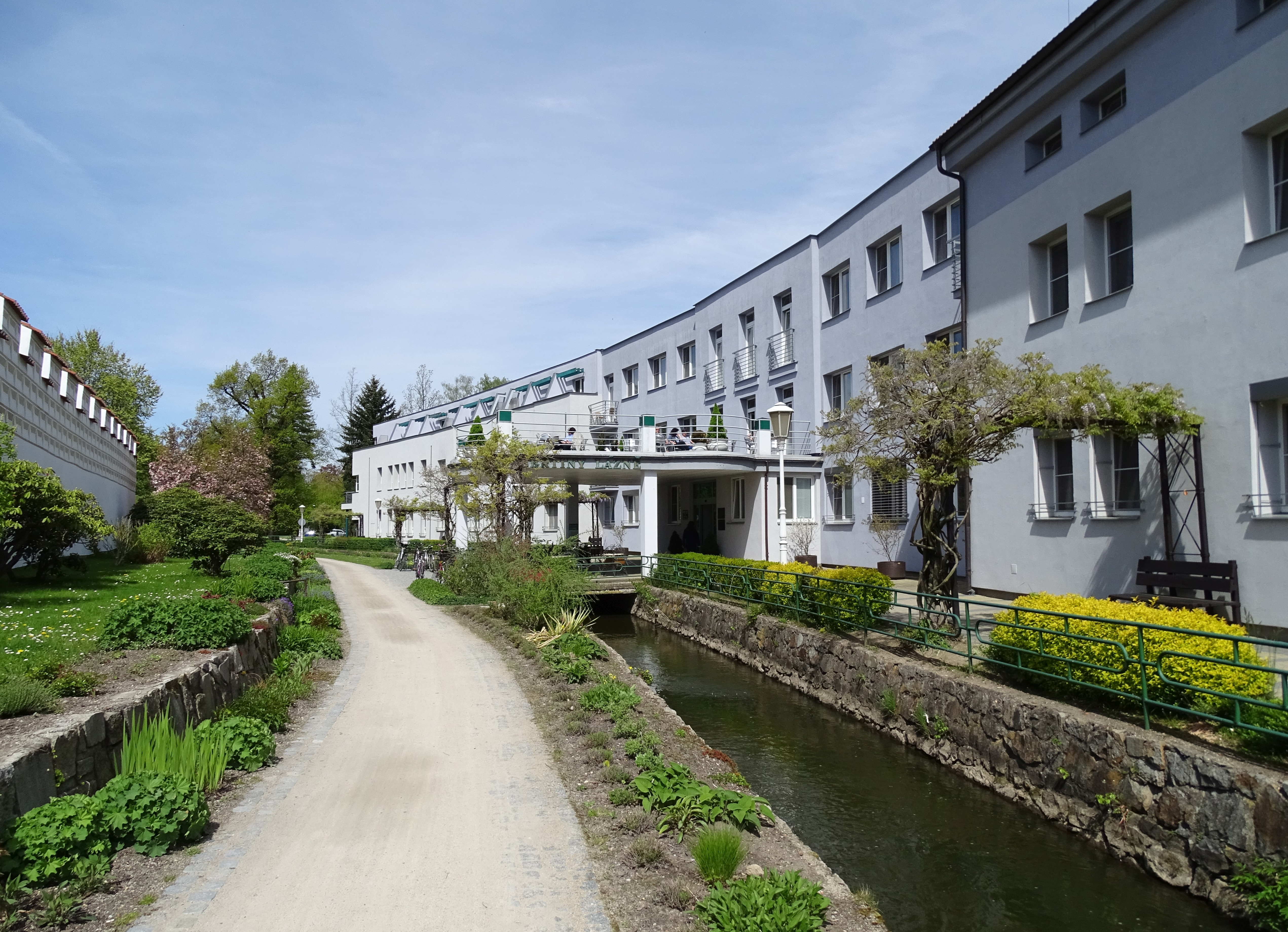
Bertiny lázně, 2021

V letech 2014–2015 došlo na kompletní rekonstrukci léčebných provozů. V této době měly Bertiny lázně kapacitu 105 pokojů se 192 lůžky. V letech 2019–2020 následovala generální přestavba v hodnotě 170 milionů korun zahrnující především ubytovací kapacity, jídelny, restaurace a kuchyně. Kapacita klesla na 102 pokojů se 178 lůžky, čímž však vznikly nové jednolůžkové pokoje, zvýšila se obytná plocha a komfort hostů a pacientů.
Lázně nabízejí léčbu bolestivých stavů páteře a kloubů, poúrazových a pooperačních stavů, artrózy, revmatických onemocnění, Bechtěrevovy nemoci, dny, hyperurikemického syndromu a bolestivých stavů měkkých tkání. Kromě tradičních procedur (slatinných koupelí, zábalů, ručních masáží) jsou k dispozici vodoléčebné procedury s podvodními masážemi, perličkovými, jodovými a bylinnými koupelemi, vířivky, střídavá nožní koupel v Kneipově chodníku, laserová technika, vodní lůžko Hydrojet pro celotělovou masáž, elektroléčebné metody, rehabilitace, parafinové zábaly a plynové injekce.

## Pojmenování
Původní budova založená Václavem Huckem nesla nápis Lázně. V inzerci z roku 1901 je doložen název Bertiny slatinné lázně v Třeboni. Rozalie Vlčková používala označení Bertiny lázně, vžilo se pojmenování městské lázně. Konec války přinesl název lázní 9. květen a po návratu pod město v roce 1992 s vrátil i název Bertiny lázně.